# Terroranschlag in London am 22. März 2017

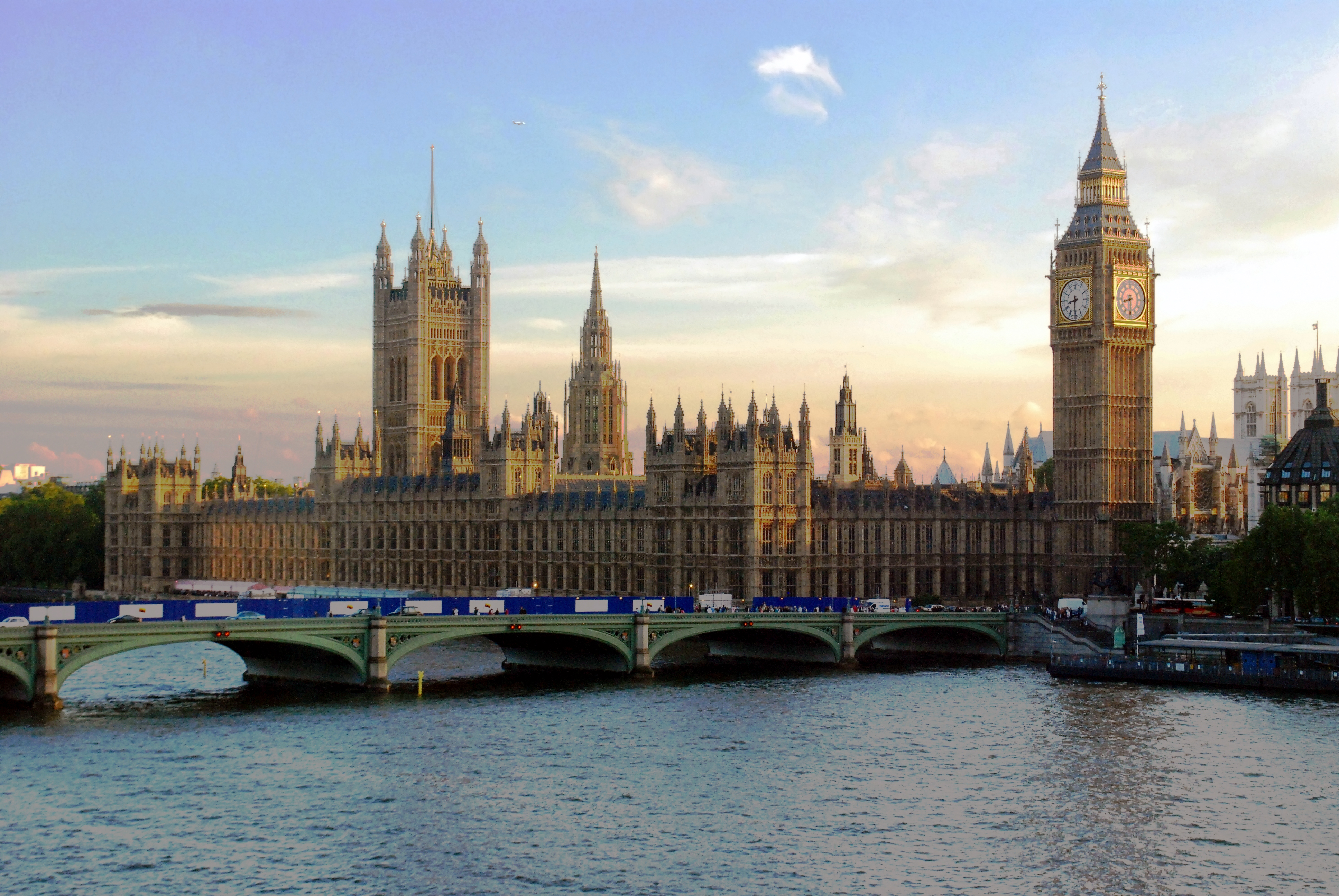
Die Westminster-Brücke und der Westminsterpalast

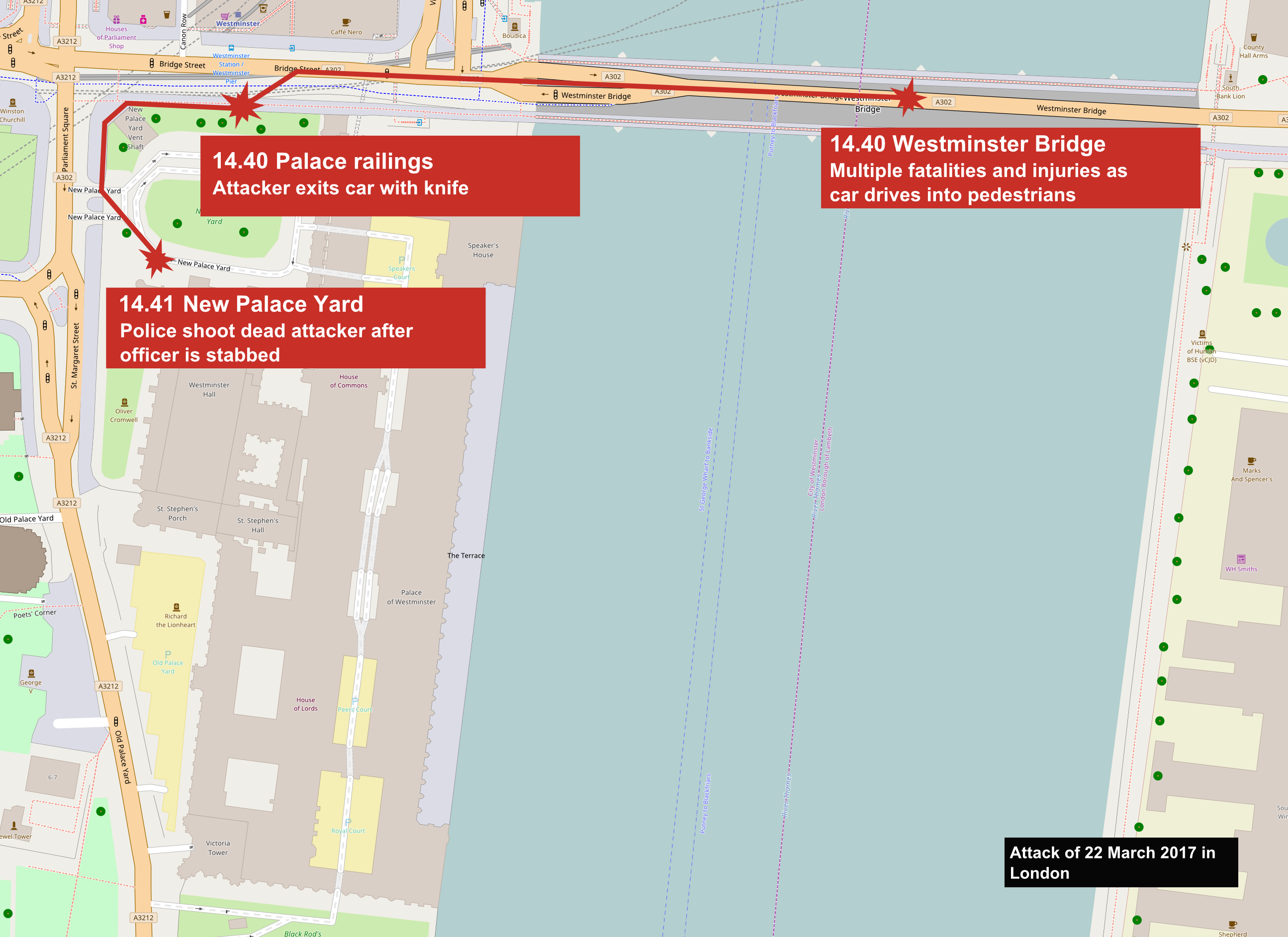
Verlauf des Angriffs und die Route des Attentäters auf dem Gelände des Westminsterpalastes

Der Terroranschlag in London am 22. März 2017 fand auf der Westminster-Brücke und auf dem Gelände des Westminsterpalastes im Londoner Regierungsviertel statt. Er ereignete sich knapp zwölf Jahre nach den letzten Terroranschlägen in London am 7. Juli 2005 und am ersten Jahrestag der Anschläge von Brüssel 2016. Die Terrormiliz Islamischer Staat (IS) übernahm die Verantwortung.

## Verlauf

### Westminster-Brücke
Der 52-jährige Attentäter Khalid Masood fuhr um etwa 14:40 Uhr Ortszeit (GMT) mit einem gemieteten Hyundai Tucson in eine Menschenmenge auf der Westminster-Brücke, wodurch zwei Menschen sofort getötet und mehrere verletzt wurden. Ein Mann starb drei Tage später an der zugefügten Verletzung, eine Frau wurde in die Themse geschleudert, konnte zunächst schwer verletzt gerettet werden, starb aber fünfzehn Tage später an ihren Verletzungen.

### Palace of Westminster
Darauf rammte der Wagen die Umzäunung des Westminsterpalastes, der Attentäter verließ das Fahrzeug, sprang über den Zaun auf das Gelände und erstach den 48-jährigen unbewaffneten Polizisten Keith Palmer. Masood wurde kurz darauf von zwei Polizisten in Zivil mit mehreren Schüssen tödlich verletzt, nachdem er auf ihre Rufe nicht reagiert hatte.
Als eine der ersten Sicherheitsmaßnahmen wurde die im Parlament stattfindende Sitzung ausgesetzt und das Parlamentsgebäude abgesperrt. Die britische Premierministerin Theresa May, die sich im Parlament befand, wurde in ihre Residenz in der Downing Street 10 in Sicherheit gebracht, wo sie das Sicherheitskabinett in den speziell ausgerüsteten Krisenbesprechungsraum COBRA einbestellte.

## Opfer
| Nationalität           | Tote | Verletzte | Beleg         |
| ---------------------- | ---- | --------- | ------------- |
| Vereinigtes Königreich | 3    | 12        | [ 8 ]         |
| Rumänien               | 1    | 1         | [ 9 ] [ 10 ]  |
| Vereinigte Staaten     | 1    | 1         | [ 8 ]         |
| Australien             | 0    | 1         | [ 11 ]        |
| Volksrepublik China    | 0    | 1         | [ 12 ]        |
| Frankreich             | 0    | 3         | [ 13 ]        |
| Deutschland            | 0    | 1         | [ 13 ]        |
| Griechenland           | 0    | 2         | [ 8 ]         |
| Italien                | 0    | 2         | [ 14 ] [ 15 ] |
| Irland                 | 0    | 1         | [ 8 ]         |
| Polen                  | 0    | 1         | [ 8 ]         |
| Portugal               | 0    | 1         | [ 16 ]        |
| Südkorea               | 0    | 5         | [ 8 ]         |
| Noch nicht bestätigt   | 0    | 8         | [ 8 ]         |
| Summe                  | 5    | ≈40       | [ 8 ]         |

Bei dem Anschlag starben sechs Menschen, darunter der Attentäter. Von diesem getötet wurden drei Briten, ein US-amerikanischer Tourist und eine rumänische Touristin, die am 6. April ihren Verletzungen erlag. Unter den 40 verletzten Personen befinden sich Menschen aus 14 Nationen.

## Folgen

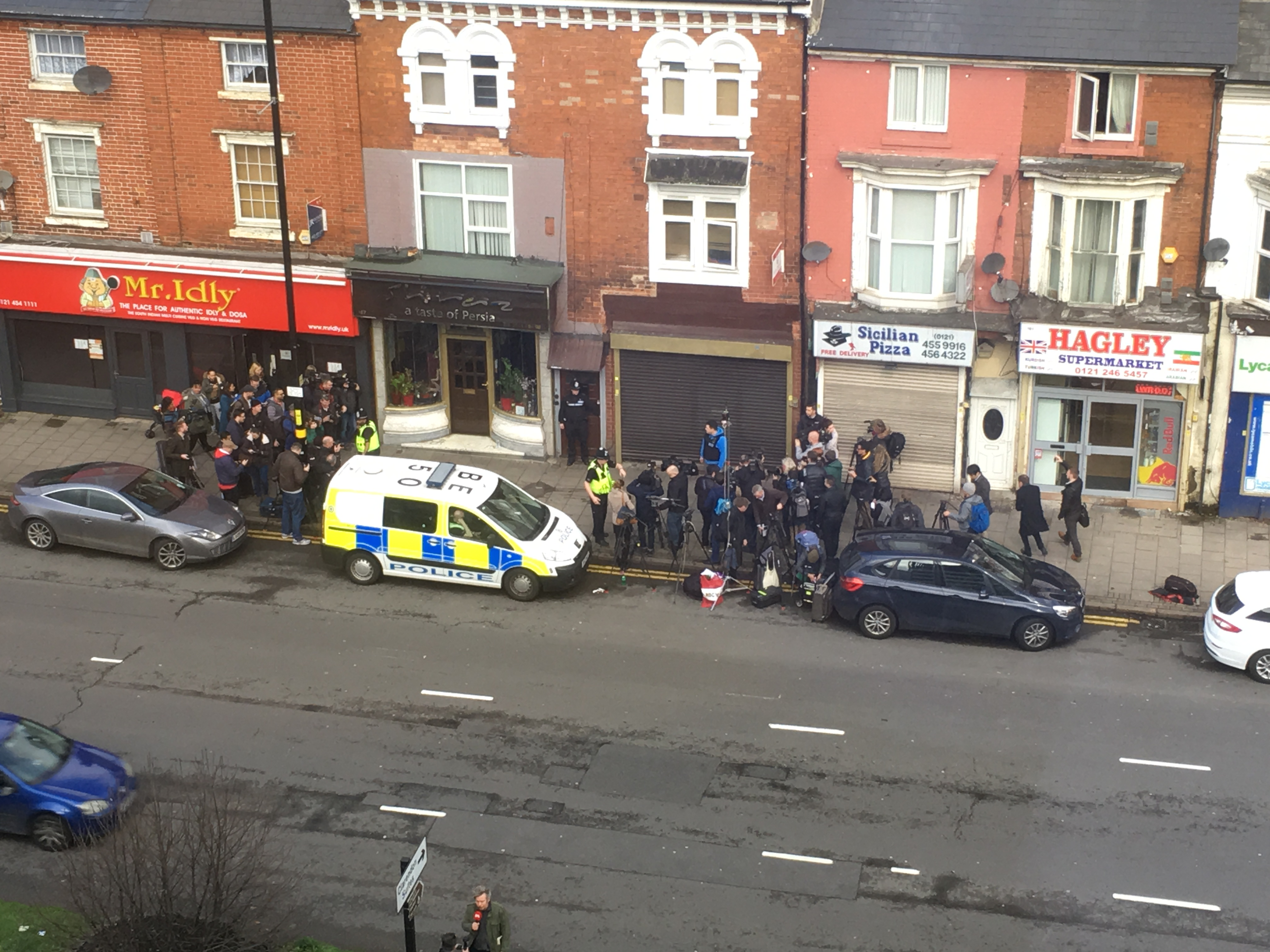
Nach dem Anschlag durchsuchen Einsatzkräfte ein Haus in Birmingham
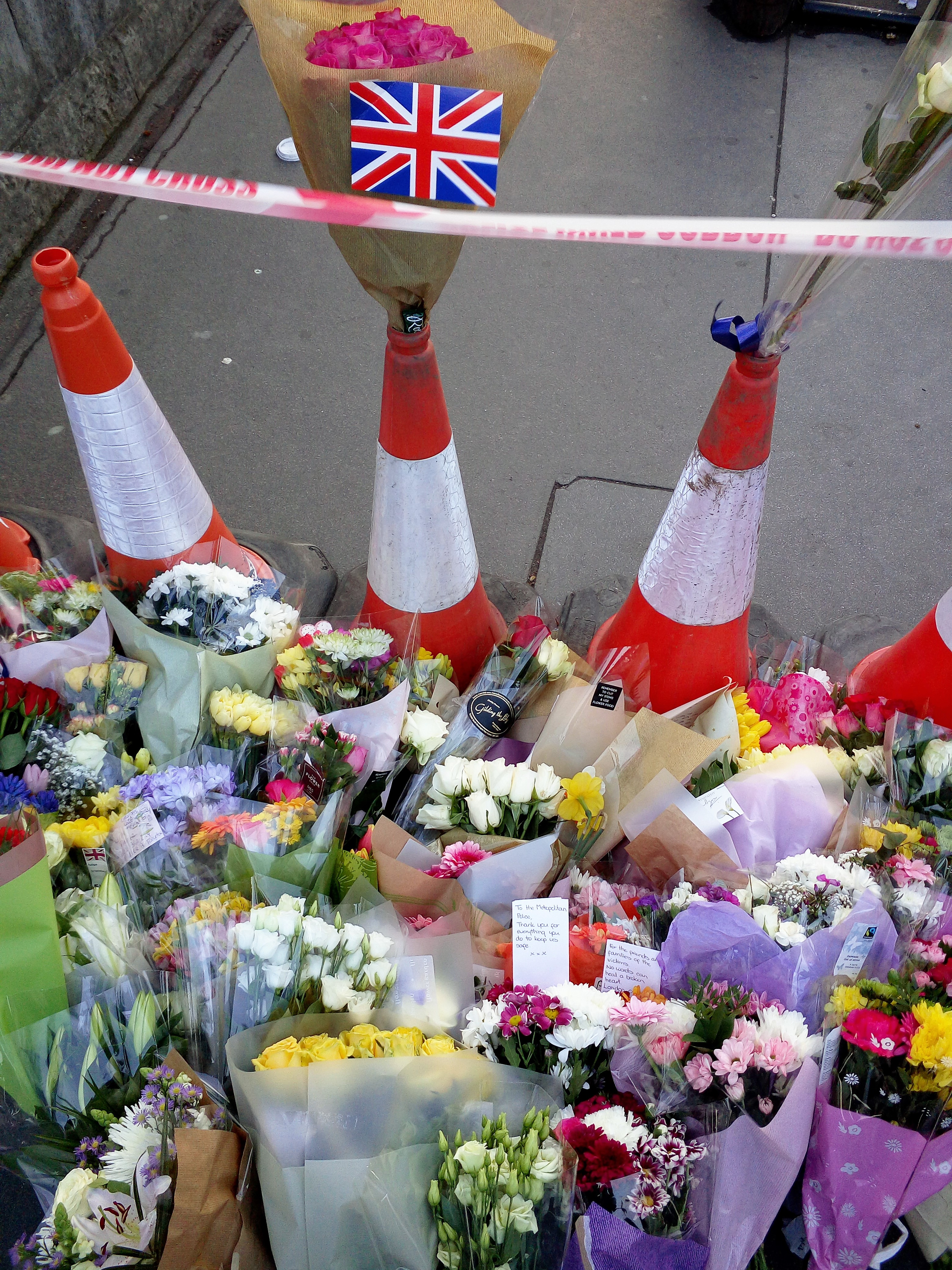
Gedenken an die Opfer vor Ort
- Erklärung der Bilanz durch den Londoner Polizeichef
- Interview mit Zeugen des Anschlags vor Ort
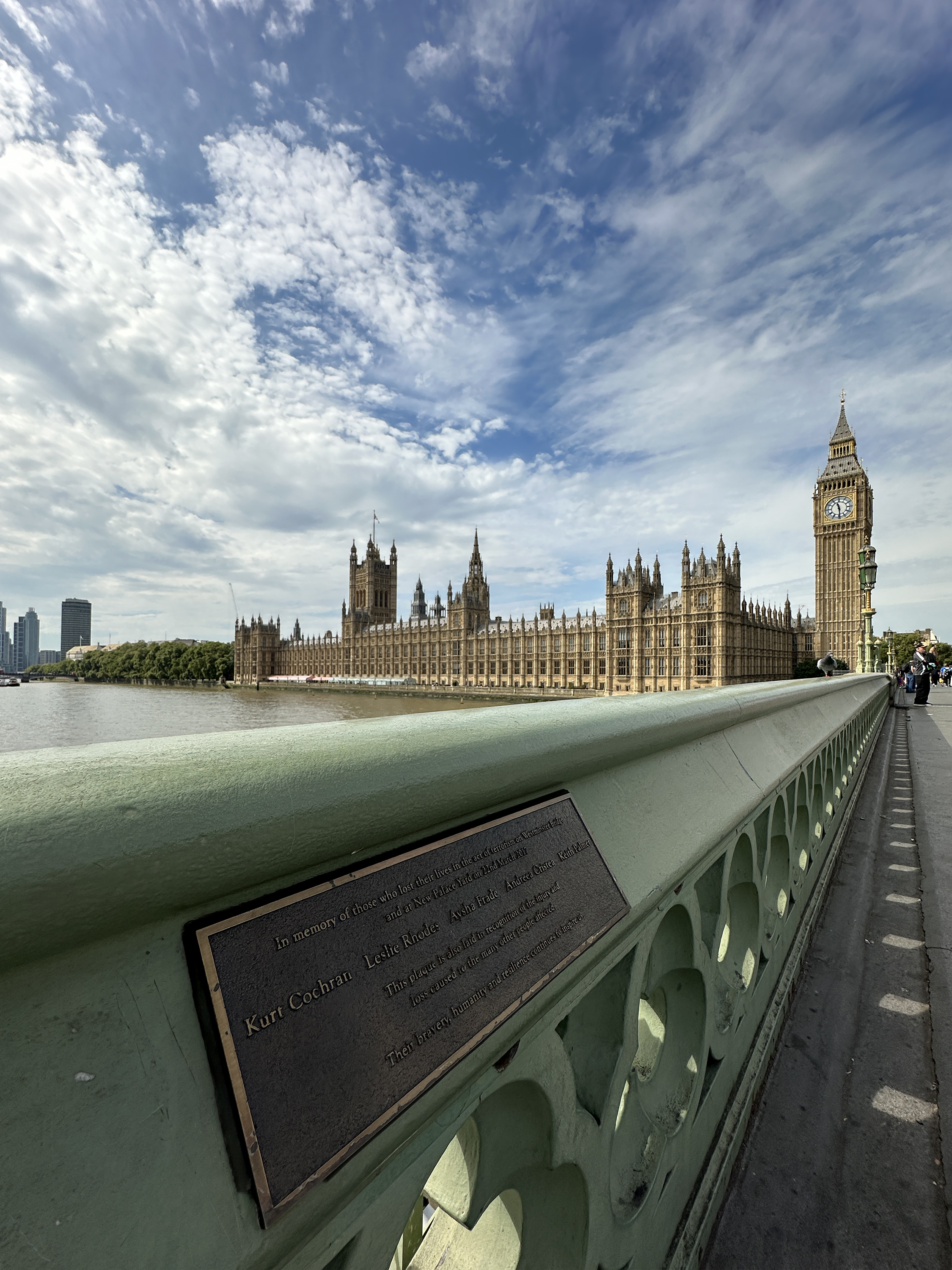
Gedenktafel an der Westminster Bridge

### Reaktionen
Premierministerin Theresa May sagte in ihrer Erklärung an das Unterhaus, dass der Attentäter im Vereinigten Königreich geboren wurde und dem MI5 bekannt war.

### Täter
Am Tag nach dem Anschlag gaben die Behörden bekannt, dass es sich bei dem Tatverdächtigen um den in England geborenen 52-jährigen Khalid Masood handelt. Masood wurde als Adrian Elms am 25. Dezember 1964 in Dartford geboren. Im Jahr 2000 geriet er mit dem Besitzer eines Cafés in einen Streit, demolierte dessen Auto und verletzte ihn anschließend mit einem Messer im Gesicht. Er wurde zu zwei Jahren Haft verurteilt. Drei Jahre später verletzte Elms einen anderen Mann mit einem Messer an der Nase und wurde erneut für sechs Monate inhaftiert. 2004 heiratete er; das Paar hatte drei Kinder. Von 2005 bis 2009 arbeitete er in Saudi-Arabien als Lehrer. Von 2011 bis 2013 wohnte Elms in Luton, danach in London und seit 2016 schließlich in Birmingham. Alle Adressen, unter denen Elms und seine Familie seit 2011 gewohnt hatten, wurden nach seinem Anschlag von der Polizei durchsucht. Wann Elms zum Islam konvertierte und seinen Namen in Khalid Masood änderte, ist unklar.

### Weitere Verdächtige
Einen Tag später reklamierte die Terrororganisation Islamischer Staat (IS) über die IS-nahe Propagandaplattform Amaq den Anschlag für sich. Die Behörden verhafteten im Zuge der Ermittlungen acht Personen an sechs Adressen.